# Phoneyusa mutica
Phoneyusa mutica é uma espécie de aranha pertencente à família Theraphosidae (tarântulas).